# Escrito na Pedra
Escrito na Pedra foi uma série de televisão sobre História da autoria de Júlia Fernandes, com o apoio científico do Professor Dr. José d'Encarnação e exibida na RTP2. Em cada episódio, era mostrado um lugar histórico do país em ruínas, onde a RTP propôs-se reconstituir alguns dos edifícios em 3D recorrendo, para o efeito, à Unidade de Arqueologia da Universidade do Minho. O trabalho foi dirigido por Paulo Bernardes.